# Hy Lạp tại Thế vận hội Mùa hè 1896
Hy Lạp là nước chủ nhà của Thế vận hội Mùa hè 1896 tổ chức tại Athena. Số lượng thí sinh Hy Lạp thường được trích dẫn như là 169, nhưng có đến 176 người Hy Lạp thi đấu các giải trong tất cả chín bộ môn. Người Hy Lạp rất thành công và vượt xa về tổng số huy chương với 46, nhiều hơn Hoa Kỳ 26 cái. Tuy nhiên, số lần về đích hạng nhất (10) của họ lại ít hơn Hoa Kỳ (11) 1 lần. Người Hy Lạp có 172 mục trong 39 nội dung. Chỉ có 4 nội dung không có Hy Lạp-giải 400m và nhảy cao trong môn điền kinh và giải nhảy sào và xà đơn đồng đội trong môn thể dục dụng cụ.

## Huy chương

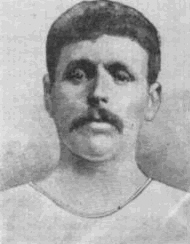
Spiridon Louis, Nhà vô địch Thế vận hội môn chạy Maratong năm 1896.

### Vàng
- Nikolaos Andriakopoulos - thể dục dụng cụ, leo dây
- Ioannis Georgiadis - đấu kiếm, kiếm chém
- Pantelis Karasevdas - bắn súng, súng trường quân sự
- Aristidis Konstantinidis - xe đạp, xuất phát đồng hạng
- Spiridon Louis - điền kinh, maratong
- Ioannis Malokinis - bơi, 100 m cho thủy thủ
- Ioannis Mitropoulos - thể dục dụng cụ, vòng treo
- Georgios Orphanidis - bắn súng, súng trường đa hướng
- Ioannis Phrangoudis - bắn súng, súng ngắn bắn nhanh
- Leonidas Pyrgos - đấu kiếm, kiếm liễu cử nhân

### Bạc
- Joannis Andreou - bơi, 1.200 m bơi sải
- Spiridon Chasapis - bơi, 100 m cho thủy thủ
- Miltiades Gouskos - điền kinh, đẩy tạ
- Telemachos Karakalos - đấu kiếm, kiếm chém
- Dionysios Kasdaglis - quần vợt, đơn
- Georgios Kolettis - xe đạp, 100 km
- Stamatios Nikolopoulos - xe đạp, 333 m
- Stamatios Nikolopoulos - xe đạp, 2 km
- Georgios Orphanidis - bắn súng, súng ngắn bắn nhanh
- Panagiotis Paraskevopoulos - điền kinh, ném đĩa
- Pavlos Pavlidis - bắn súng, súng trường quân sự
- Antonios Pepanos - bơi, 500 m bơi sải
- Ioannis Phrangoudis - bắn súng, súng trường đa hướng
- Georgios Tsitas - vật, Hy Lạp-la Mã
- Kharilaos Vasilakos - điền kinh, maratong
- Thomas Xenakis - thể dục dụng cụ, leo dây
- Panellinios Gymnastikos Syllogos - thể dục dụng cụ, xà kép đồng đội

### Đồng
- Efstathios Chorophas - bơi, 500 m bơi sải
- Efstathios Chorophas - bơi, 1.200 m bơi sải
- Stephanos Christopoulos - vật, Hy Lạp-La Mã
- Evangelos Damaskos - điền kinh, nhảy sào
- Dimitrios Drivas - bơi, 100 m cho thủy thủ
- Dimitrios Golemis - điền kinh, 800 m
- Nikolaos Morakis - bắn súng, súng ngắn quân sự
- Alexandros Nikolopoulos - cử tạ, một tay
- Georgios Papasideris - điền kinh, đẩy tạ
- Konstantinos Paspatis - quần vợt, đơn
- Ioannis Persakis - điền kinh, nhảy ba bước
- Petros Persakis - thể dục dụng cụ, vòng treo
- Ioannis Phrangoudis - bắn súng, súng ngắn đa hướng
- Perikles Pierrakos-Mavromichalis - đấu kiếm, kiếm liễu nghiệp dư
- Ioannis Theodoropoulos - điền kinh, nhảy sào
- Nicolaos Trikupis - bắn súng, súng trường quân sự
- Sotirios Versis - điền kinh, ném đĩa
- Sotirios Versis - cử tạ, hai tay
- Ethnikos Gymnastikos Syllogos - thể dục dụng cụ, xà kép đồng đội

## Điền kinh

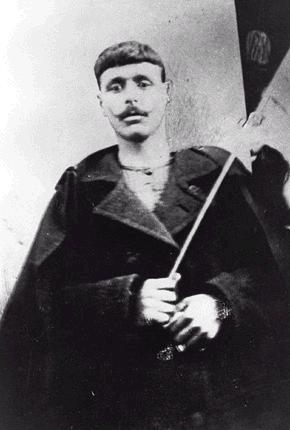
Spiridon Louis

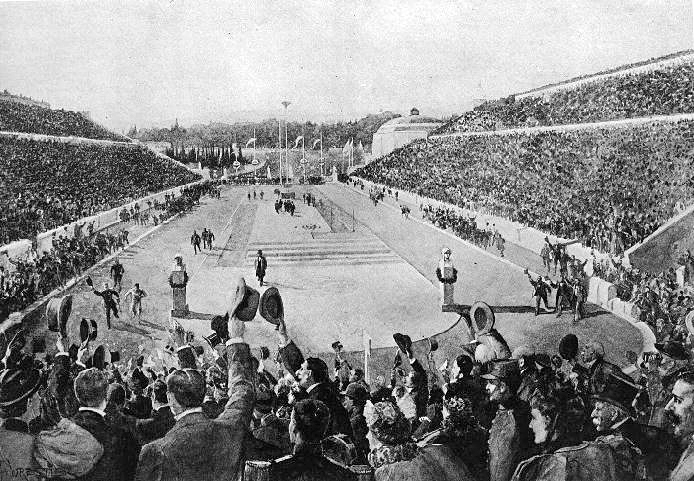
Spiridon Louis đến sân vận động sau cuộc đua maratong

| Nội dung       | Hạng | Vận động viên             | Trận đấu   | Chung kết        |
| -------------- | ---- | ------------------------- | ---------- | ---------------- |
|                |      |                           |            |                  |
| 100 m          | 5    | Alexandros Khalkokondilis | 12,75 giây | 12,6 giây        |
| 100 m          | –    | Georgios Gennimatas       | không biết | Bị loại          |
|                |      |                           |            |                  |
| 800 m          | 3    | Dimitrios Golemis         | 2:16,8     | 2:28,0           |
| 800 m          | –    | Angelos Fetsis            | Không biết | Bị loại          |
| 800 m          | –    | Dimitrios Tomprof         | Không biết | Bị loại          |
|                |      |                           |            |                  |
| 1500 m         | 5    | Angelos Fetsis            | Không có   | Không biết       |
| 1500 m         | 6    | Dimitrios Golemis         | Không có   | Không biết       |
| 1500 m         | –    | Konstantinos Karakatsanis | Không có   | Không biết       |
| 1500 m         | –    | Dimitrios Tomprof         | Không có   | Không biết       |
|                |      |                           |            |                  |
| 110 m vượt rào | –    | Athanasios Skaltsogiannis | Không biết | Bị loại          |
| 110 m vượt rào | –    | Anastasios Andreou        | Không biết | Bị loại          |
|                |      |                           |            |                  |
| Maratong       | 1    | Spiridon Louis            | Không có   | 2:58,50          |
| Maratong       | 2    | Kharilaos Vasilakos       | Không có   | 3:06:03          |
| Maratong       | 4    | Ioannis Vrettos           | Không có   | Không biết       |
| Maratong       | 5    | Eleitherios Papasimeon    | Không có   | Không biết       |
| Maratong       | 6    | Dimitrios Deligiannis     | Không có   | Không biết       |
| Maratong       | 7    | Evangelos Gerakeris       | Không có   | Không biết       |
| Maratong       | 8    | Stamatios Masouris        | Không có   | Không biết       |
| Maratong       | –    | Ioannis Lavrentis         | Không có   | Không hoàn thành |
| Maratong       | –    | Georgios Grigoriou        | Không có   | Không hoàn thành |
| Maratong       | –    | Ilias Kafetzis            | Không có   | Không hoàn thành |
| Maratong       | –    | Dimitrios Khristopoulos   | Không có   | Không hoàn thành |
| Maratong       | –    | Spiridon Belokas          | Không có   | Bị loại          |
|                |      |                           |            |                  |

| Nội dung     | Hạng | Vận động viên              | Điểm cao nhất |
| ------------ | ---- | -------------------------- | ------------- |
|              |      |                            |               |
| Nhảy xa      | 4    | Alexandros Khalkokondilis  | 5,74 m        |
| Nhảy xa      | –    | Athanasios Skaltsogiannis  | Không biết    |
|              |      |                            |               |
| Nhảy ba bước | 3    | Ioannis Persakis           | 12,52 m       |
| Nhảy ba bước | –    | Khristos Zoumis            | Không biết    |
|              |      |                            |               |
| Nhảy sào     | 3    | Evangelos Damaskos         | 2,60 m        |
| Nhảy sào     | 3    | Ioannis Theodoropoulos     | 2,60 m        |
| Nhảy sào     | 5    | Vasilios Xydas             | 2,40 m        |
|              |      |                            |               |
| Đẩy tạ       | 2    | Miltiades Gouskos          | 11,03 m       |
| Đẩy tạ       | 3    | Georgios Papasideris       | 10,36 m       |
|              |      |                            |               |
| Ném đĩa      | 2    | Panagiotis Paraskevopoulos | 28,95 m       |
| Ném đĩa      | 3    | Sotirios Versis            | 27,78 m       |
| Ném đĩa      | –    | Georgios Papasideris       | Không biết    |
|              |      |                            |               |

## Xe đạp

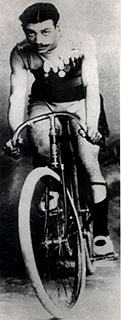
Vận động viên xe đạp của Hy Lạp Aristidis Konstantinidis

| Nội dung            | Hạng | Vận động viên             | Thời gian/Khoảng cách |
| ------------------- | ---- | ------------------------- | --------------------- |
|                     |      |                           |                       |
| 333 m               | 2    | Stamatios Nikolopoulos    | 26,0 giây             |
|                     |      |                           |                       |
| 2 km                | 2    | Stamatios Nikolopoulos    | 5:00,2                |
|                     |      |                           |                       |
| 10 km               | 5    | Aristidis Konstantinidis  | Không biết            |
| 10 km               | –    | Georgios Kolettis         | Không hoàn thành      |
|                     |      |                           |                       |
| 100 km              | 2    | Georgios Kolettis         | Không biết            |
| 100 km              | –    | Aristidis Konstantinidis  | Không hoàn thành      |
|                     |      |                           |                       |
| 12 giờ đua          | –    | Georgios Paraskevopoulos  | Không hoàn thành      |
| 12 giờ đua          | –    | Loverdos                  | Không hoàn thành      |
| 12 giờ đua          | –    | A. Tryfiatis-Tripiaris    | Không hoàn thành      |
| 12 giờ đua          | –    | Konstantinos Konstantinou | không hoàn thành      |
|                     |      |                           |                       |
| Xuất phát đồng hạng | 1    | Aristidis Konstantinidis  | 3:22:31               |
| Xuất phát đồng hạng | –    | Georgios Aspiotis         | Không biết            |
| Xuất phát đồng hạng | –    | Miltiades Iatrou          | Không biết            |
| Xuất phát đồng hạng | –    | Konstantinos Konstantinou | Không biết            |
| Xuất phát đồng hạng | –    | Georgios Paraskevopoulos  | Không biết            |
|                     |      |                           |                       |

## Đấu kiếm

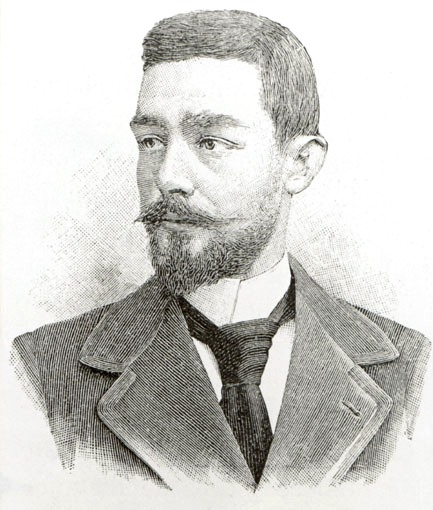
Leonidas Pyrgos

| Quốc gia đối thủ   | Thắng | Thua | Phần trăm |
| ------------------ | ----- | ---- | --------- |
| Áo                 | 2     | 1    | 0,667     |
| Đan Mạch           | 2     | 1    | 0,667     |
| Pháp               | 2     | 6    | 0,250     |
|                    |       |      |           |
| Tổng cộng các nước | 6     | 8    | 0,429     |
| Hy Lạp             | 7     | 7    | 0,500     |
|                    |       |      |           |
| Tổng cộng          | 13    | 15   | 0,464     |

| Nội dung          | Hạng | Vận động viên                    | Điểm  | Điểm | Đánh  | Đánh          | Thứ tự       | Chung kết |
| Nội dung          | Hạng | Vận động viên                    | Thắng | Thua | Trúng | Bị đánh trúng | Thứ tự       | Chung kết |
| ----------------- | ---- | -------------------------------- | ----- | ---- | ----- | ------------- | ------------ | --------- |
|                   |      |                                  |       |      |       |               |              |           |
| Kiếm liễu         | 3    | Perikles Pierrakos Mavromichalis | 2     | 1    | 7     | 4             | Nhóm A thứ 2 | Bị loại   |
| Kiếm liễu         | 4    | Athanasios Vouros                | 2     | 1    | 8     | 4             | Nhóm B thứ 2 | Bị loại   |
| Kiếm liễu         | 5    | Konstantinos Komninos Miliotis   | 1     | 2    | 5     | 7             | Nhóm B thứ 3 | Bị loại   |
| Kiếm liễu         | 7    | Georgios Balakakis               | 0     | 3    | 3     | 9             | Nhóm B thứ 4 | Bị loại   |
| Kiếm liễu         | 7    | Ioannis Poulos                   | 0     | 3    | 4     | 9             | Nhóm A thứ 4 | Bị loại   |
|                   |      |                                  |       |      |       |               |              |           |
| Kiếm liễu cử nhân | 1    | Leonidas Pyrgos                  | 1     | 0    | 3     | 1             | Không có     | Thắng 3-1 |
|                   |      |                                  |       |      |       |               |              |           |
| Kiếm chém         | 1    | Ioannis Georgiadis               | 4     | 0    | 12    | 6             | 1            | Không có  |
| Kiếm chém         | 2    | Telemachos Karakalos             | 3     | 1    | 11    | 5             | 2            | Không có  |
| Kiếm chém         | 5    | Georgios Iatridis                | 0     | 4    | 3     | 12            | 5            | Không có  |
|                   |      |                                  |       |      |       |               |              |           |

## Thể dục dụng cụ
| Nội dung      | Hạng | Vận động viên         |
| ------------- | ---- | --------------------- |
|               |      |                       |
| Xà kép        | –    | Filippos Karvelas     |
| Xà kép        | –    | Ioannis Mitropoulos   |
| Xà kép        | –    | Antonios Papaigannou  |
|               |      |                       |
| Xà đơn        | –    | Antonios Papaigannou  |
| Xà đơn        | –    | Leonidas Tsiklitiras  |
|               |      |                       |
| Ngựa tay quay | –    | Aristovoulos Petmezas |
|               |      |                       |
| Vòng treo     | 1    | Ioannis Mitropoulos   |
| Vòng treo     | 3    | Petros Persakis       |
|               |      |                       |

| Nội dung | Hạng | Vận động viên           | Độ cao |
| -------- | ---- | ----------------------- | ------ |
|          |      |                         |        |
| Leo dây  | 1    | Nikolaos Andriakopoulos | 14,0 m |
| Leo dây  | 2    | Thomas Xenakis          | 14,0 m |
|          |      |                         |        |

| Nội dung        | Hạng | Đội                              |
| --------------- | ---- | -------------------------------- |
|                 |      |                                  |
| Xà kép đồng đội | 2    | Panellinios Gymnastikos Syllogos |
| Xà kép đồng đội | 3    | Ethnikos Gymnastikos Syllogos    |
|                 |      |                                  |

## Bắn súng
| Nội dung             | Hạng | Vận động viên               | Điểm             | Trúng            |
| -------------------- | ---- | --------------------------- | ---------------- | ---------------- |
|                      |      |                             |                  |                  |
| Súng trường quân sự  | 1    | Pantelis Karasevdas         | 2350             | 40               |
| Súng trường quân sự  | 2    | Pavlos Pavlidis             | 1978             | 38               |
| Súng trường quân sự  | 3    | Nicolaos Trikupis           | 1713             | 34               |
| Súng trường quân sự  | 4    | Anastasios Metaxas          | 1701             | Không biết       |
| Súng trường quân sự  | 5    | Georgios Orphanidis         | 1698             | Không biết       |
| Súng trường quân sự  | 7    | Georgios Diamantis          | 1456             | Không biết       |
| Súng trường quân sự  | 9    | Ioannis Theofilakis         | 1261             | Không biết       |
| Súng trường quân sự  | 11   | Alexios Fetsios             | 894              | Không biết       |
| Súng trường quân sự  | 12   | Spiridon Stais              | 845              | Không biết       |
| Súng trường quân sự  | –    | Aristovoulos Petmezas       | Không biết       | Không biết       |
| Súng trường quân sự  | –    | G. Karagiannopoulos         | Không biết       | Không biết       |
| Súng trường quân sự  | –    | 22 người khác, không rõ tên | Không biết       | Không biết       |
|                      |      |                             |                  |                  |
| Súng trường đa hướng | 1    | Georgios Orphanidis         | 1583             | 37               |
| Súng trường đa hướng | 2    | Ioannis Phrangoudis         | 1312             | 31               |
| Súng trường đa hướng | 4    | Anastasios Metaxas          | 1102             | Không biết       |
| Súng trường đa hướng | 5    | Pantelis Karasevdas         | 1039             | Không biết       |
| Súng trường đa hướng | –    | Antelothanasis              | Unknown          | Unknown          |
| Súng trường đa hướng | –    | Georgios Diamantis          | Không biết       | Không biết       |
| Súng trường đa hướng | –    | Alexios Fetsios             | Không biết       | Không biết       |
| Súng trường đa hướng | –    | Karakatsanis                | Không biết       | Không biết       |
| Súng trường đa hướng | –    | Khatzidakis                 | Không biết       | Không biết       |
| Súng trường đa hướng | –    | Nikolaos Levidis            | Không biết       | Không biết       |
| Súng trường đa hướng | –    | Zenon Mikhailidis           | Không biết       | Không biết       |
| Súng trường đa hướng | –    | Moustakopoulos              | Không biết       | Không biết       |
| Súng trường đa hướng | –    | Pavlos Pavlidis             | Không biết       | Không biết       |
| Súng trường đa hướng | –    | Alexandros Theofilakis      | Không biết       | Không biết       |
| Súng trường đa hướng | –    | Ioannis Theofilakis         | Không biết       | Không biết       |
| Súng trường đa hướng | –    | Nikolaos Trikupis           | Không biết       | Không biết       |
| Súng trường đa hướng | –    | Leonidas Langakis           | không hoàn thành | không hoàn thành |
| Súng trường đa hướng | –    | Ioannis Vourakis            | Không hoàn thành | Không hoàn thành |
|                      |      |                             |                  |                  |
| Súng ngắn quân sự    | 3    | Nikolaos Morakis            | 205              | Không biết       |
| Súng ngắn quân sự    | 4    | Ioannis Phrangoudis         | Không biết       | Không biết       |
| Súng ngắn quân sự    | –    | Zenon Mikhailidis           | Không biết       | Không biết       |
| Súng ngắn quân sự    | –    | Georgios Orphanidis         | Không biết       | Không biết       |
| Súng ngắn quân sự    | –    | Pantazidis                  | Không biết       | Không biết       |
| Súng ngắn quân sự    | –    | Patsouris                   | Không biết       | Không biết       |
| Súng ngắn quân sự    | –    | Pavlos Pavlidis             | Không biết       | Không biết       |
| Súng ngắn quân sự    | –    | Aristovoulos Petmezas       | Không biết       | Không biết       |
| Súng ngắn quân sự    | –    | Platis                      | Không biết       | Không biết       |
| Súng ngắn quân sự    | –    | Vavis                       | Không biết       | Không biết       |
| Súng ngắn quân sự    | –    | Pantelis Karasevdas         | Không hoàn thành | Không hoàn thành |
| Súng ngắn quân sự    | –    | Sanidis                     | Không hoàn thành | Không hoàn thành |
|                      |      |                             |                  |                  |
| Súng ngắn bắn nhanh  | 1    | Ioannis Phrangoudis         | 344              | 23               |
| Súng ngắn bắn nhanh  | 2    | Georgios Orphanidis         | 249              | 20               |
|                      |      |                             |                  |                  |
| Súng ngắn đa hướng   | 3    | Ioannis Phrangoudis         | Không biết       | Không biết       |
| Súng ngắn đa hướng   | 4    | Leonidas Morakis            | Không biết       | Không biết       |
| Súng ngắn đa hướng   | 5    | Georgios Orphanidis         | Không biết       | Không biết       |
|                      |      |                             |                  |                  |

## Bơi
| Nội dung        | Hạng | Vận động viên                  | Thời gian  |
| --------------- | ---- | ------------------------------ | ---------- |
|                 |      |                                |            |
| 100 m bơi sải   | –    | Georgios Anninos               | Không biết |
| 100 m bơi sải   | –    | Efstathios Chorophas           | Không biết |
| 100 m bơi sải   | –    | Alexandros Khrisafos           | Không biết |
| 100 m bơi sải   | –    | Bốn người khác, không biết tên | Không biết |
|                 |      |                                |            |
| 500 m bơi sải   | 2    | Antonios Pepanos               | 9:57,6     |
| 500 m bơi sải   | 3    | Efstathios Chorophas           | Không biết |
|                 |      |                                |            |
| 1200 m bơi sải  | 2    | Joannis Andreou                | 21:03,4    |
| 1200 m bơi sải  | 3    | Efstathios Chorophas           | Không biết |
| 1200 m bơi sải  | –    | N. Kartavas                    | Không biết |
| 1200 m bơi sải  | –    | Ba người khác, không biết tên  | Không biết |
|                 |      |                                |            |
| 100 m, thủy thủ | 1    | Ioannis Malokinis              | 2:20,4     |
| 100 m, thủy thủ | 2    | Spiridon Chasapis              | Không biết |
| 100 m, thủy thủ | 3    | Dimitrios Drivas               | Không biết |
|                 |      |                                |            |

## Quần vợt

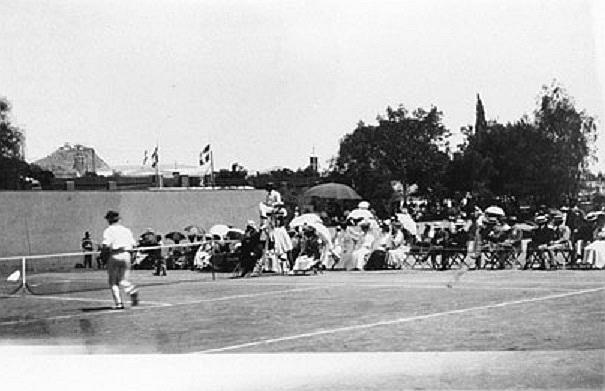
Trận chung kết giữa 2 tay quần vợt Piyem John Boland và Dionysios Kasdaglisom

| Nội dung | Hạng | Vận động viên                                    | Vòng 1        | Tứ kết  | Bán kết | Chung kết |
| -------- | ---- | ------------------------------------------------ | ------------- | ------- | ------- | --------- |
|          |      |                                                  |               |         |         |           |
| Đơn      | 2    | Dionysios Kasdaglis                              | Thắng         | Thắng   | Thắng   | Thua      |
| Đơn      | 3    | Konstantinos Paspatis                            | Thắng         | Thắng   | Thắng   | Bị loại   |
| Đơn      | 5    | Aristidis Akratopoulos                           | Thắng         | Thua    | Bị loại | Bị loại   |
| Đơn      | 5    | Konstantinos Akratopoulos                        | Thắng dễ dàng | Thua    | Bị loại | Bị loại   |
| Đơn      | 5    | Evangelos Rallis                                 | Thắng         | Thua    | Bị loại | Bị loại   |
| Đơn      | 8    | D. Frangopoulos                                  | Thắng         | Bị loại | Bị loại | Bị loại   |
| Đơn      | 8    | Demetrios Petrokokkinos                          | Thua          | Bị loại | Bị loại | Bị loại   |
|          |      |                                                  |               |         |         |           |
| Đôi      | 2    | Dionysios Kasdaglis Demetrios Petrokokkinos      | Không có      | Thắng   | Thắng   | Thua      |
| Đôi      | 4    | Aristidis Akratopoulos Konstantinos Akratopoulos | Không có      | Thua    | Bị loại | Bị loại   |
| Đôi      | 4    | Konstantinos Paspatis Evangelos Rallis           | Không có      | Thua    | Bị loại | Bị loại   |
|          |      |                                                  |               |         |         |           |

| Quốc gia đối thủ   | Thắng | Thua | Phần trăm |
| ------------------ | ----- | ---- | --------- |
| Úc                 | 1     | 0    | 1,000     |
| Pháp               | 1     | 0    | 1,000     |
| Hungary            | 1     | 1    | 0,500     |
| Anh Quốc           | 1     | 3    | 0,250     |
| Đội hỗn hợp        | 1     | 3    | 0,250     |
|                    |       |      |           |
| Tổng cộng các nước | 5     | 7    | 0,417     |
| Hy Lạp             | 4     | 3    | 0,571     |
|                    |       |      |           |
| Tổng cộng          | 9     | 10   | 0,474     |

## Cử tạ

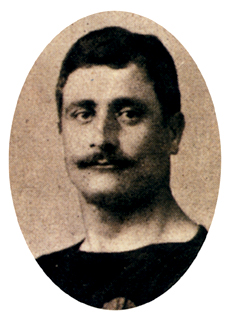
Nhà đấu vật Stephanos Christopoulos, người giành huy chương đồng.

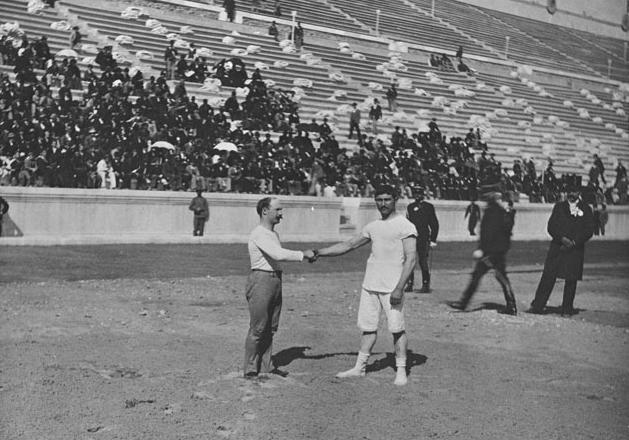
Carl Schuhmann và Georgios Tsitas bắt tay nhau trước trước trận đấu

| Nội dung | Hạng | Vận động viên           | Trọng lượng nặng nhất |
| -------- | ---- | ----------------------- | --------------------- |
|          |      |                         |                       |
| Một tay  | 3    | Alexandros Nikolopoulos | 57,0 kg 40,0 kg       |
| Một tay  | 4    | Sotirios Versis         | 40,0 kg               |
|          |      |                         |                       |
| Hai tay  | 3    | Sotirios Versis         | 90,0 kg               |
| Hai tay  | 4    | Georgios Papasideris    | 90,0 kg               |
|          |      |                         |                       |

## Vật
| Nội dung     | Hạng | Vận động viên           | Tứ kết | Bán kết | Chung kết |
| ------------ | ---- | ----------------------- | ------ | ------- | --------- |
|              |      |                         |        |         |           |
| Hy Lạp-La Mã | 2    | Georgios Tsitas         | Miễn   | Thắng   | Thua      |
| Hy Lạp-La Mã | 3    | Stephanos Christopoulos | Thắng  | Thua    | Bị loại   |
|              |      |                         |        |         |           |

| Quốc gia đối thủ   | Thắng | Thua | Phần trăm |
| ------------------ | ----- | ---- | --------- |
| Đức                | 0     | 1    | 0,000     |
| Hungary            | 1     | 0    | 1,000     |
|                    |       |      |           |
| Tổng cộng các nước | 1     | 1    | 0,500     |
| Hy Lạp             | 1     | 1    | 0,500     |
|                    |       |      |           |
| Tổng cộng          | 2     | 2    | 0,500     |